# Lesley Lokko
Lesley Naa Norle Lokko, född 1964 i Dundee, är en brittisk författare.
Lokko, är född i Skottland men uppvuxen i Ghana, är utbildad arkitekt. Hon har skrivit böckerna Lycksökare och Rivalerna, som båda behandlar unga rika överklasskvinnors liv. Innehållet är dock inte bara fest och glamour, afrikansk politik är också ett ämne som tas upp. Lesley Lokko har fått mycket beröm för sitt sätt att skriva varmt om kvinnliga relationer.
År 2023 var hon huvudcurator för den 18:e arkitekturbiennalen i Venedig.